# История Таллина

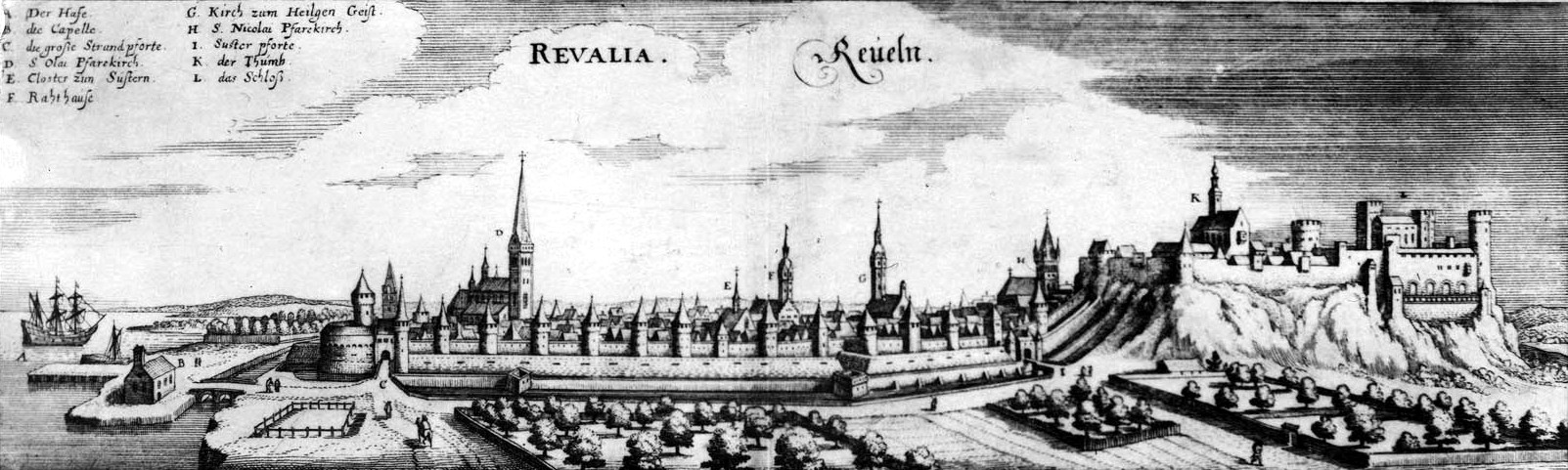
Таллинн в XVII веке

История Таллина — история столицы и крупнейшего города Эстонии.

## Название
В разное время Таллин именовали по-разному — Колывань, Линданисе, Реваль или Ревель. Своё современное название он получил в 1918 году, в Эстонии даже на русском языке в конце пишутся две буквы «н» вместо одной. Корень -linn означает то же что и русский «-город/град» или немецкий -burg, означающий «крепость».

## Этимология
Пеэтер Пялль считает, что название Tallinn(a) в эстонском языке происходит от слов taani linn («датский город»). Название «датский замок» отсылает к построенному датчанами замку на месте эстонской крепости после битвы при Линданисе в 1219 году. Так же существует версия о том, что название происходит от эстонского tali linn («зимний город») либо talu linn («дом, усадьба-замок»).

## Первое упоминание
Есть версия, что первое упоминание о Таллине относится к 1154 году в работе арабского географа аль-Идриси, который некий город под названием «Колывань» (в виде наименования qlwri). Но официально первым документальным упоминанием о городе датируется 1219 годом, в «Хрониках Ливонии», где описывается сражение под крепостью Линданисе (холм Тоомпеа) между эстами и отрядом короля Дании Вальдемара II.

## Ранняя история
Неподалёку от Таллина во второй половине I тысячелетия в местечке Иру было возведено городище, рядом с ним располагалось поселение. В середине XI века укрепление было по неизвестным причинам покинуто, и на возвышенности Тоомпеа было основано (по некоторым данным в X веке) городище Линданизе (дат. Lyndanisse).
В 1154 году впервые город упоминается как Калури в трактате аль-Идриси «Нузхат аль-муштак…».
В 1219 году Линданисе был захвачен датскими войсками, на его месте основан замок «Датский город» (от Taani linna, позднее Tallinn). Спустя 4 года на замок был совершён поход новгородским князем владимирским Ярославом. С 1227 по 1236 года находился под контролем меченосцев ордена. В 1238 году по Стенбийскому договору Тевтонским орденом был возвращён Дании, под её властью оставался до 1346 года, до второй половины XIII века являлся центром Эстляндского герцогства. С середины XIII века за назывался Ревал (Ревель), в русских источниках XIII—XVIII известен как Колывань.